# Герб Арсеньева
Герб Арсе́ньевского городского округа Приморского края Российской Федерации — опознавательно-правовой знак, соответствующий установившимся традициям и составленный по правилам геральдики, являющийся символом статуса города и городского самоуправления.
Герб города утверждён решением № 111 Думы города Арсеньева Приморского края 12 июля 2001 года и внесён в Государственный геральдический регистр Российской Федерации с присвоением регистрационного номера 974.
Герб может существовать в двух равноправных версиях: полной — с вольной частью; упрощённой — без вольной части

## Описание и обоснование символики
В лазоревом поле две зелёные горы, из которых левая выше и увершена золотой иглой, а поверх правой косвенно справа положена золотая кедровая ветвь; и возникающая из-за гор золотая, заполненная серебром широкая дуга, вверху ограниченная зубцами наподобие стенных со скруглёнными просветами; все фигуры вписаны в круг. В вольной части — герб Приморского края.
Лазоревый цвет щита — профиль промышленности города: самолетостроение (небо) и судостроение (море).
Негеральдический элемент в центре — шестерня: географически центральное положение города на карте Приморья, символ центра машиностроения, богатого производственными традициями.
Сопка Обзорная — достопримечательность города, одна из заметных вершин Приморья.
Хвойная ветвь — богатство приморской тайги.

## История

### Советское время
Первый герб города Арсеньева был утверждён 16 мая 1967 года решением № 130 исполкома Арсеньевского городского Совета депутатов трудящихся.
Герб был выбран на конкурсной основе. Лучшим был признан проект герба учителя И. Старостенко, который описывался следующим образом: «французский геральдический щит, в верхней части которого (глава) сине-красный флаг РСФСР, снизу (сердце, пояс и оконечность) зеленая сопка Обзорная с вышкой ретранслятора, на фоне которой (пояс) профильный силуэт лесовоза, на почетном месте восходящее солнце, обрамлённое шестернёй».
По предложению Исполкома горсовета проект был доработан художником Геннадием Андреевичем Кудрявцевым.
Официально утверждённый герб Арсеньева имел следующее описание: 
Городской герб размещен на геральдическом щите. В верхней части щита узкой полосой дано изображение флага РСФСР. В центральной части щита композиция: шестерня, восходящее солнце и сопка Халаза (поле щита зелёное, шестерня серебряная, кедровая ветвь золотая).

### Новое время
В ноябре 2000 года гербы некоторых городов Приморского края были посланы на экспертизу в Геральдический совет при Президенте Российской Федерации. Среди них был и герб Арсеньева.
Геральдический совет высказал ряд замечаний по рисунку герба и описанию его символики. После доработки изображения герба дизайнером Кретом Петром Петровичем (компьютерная прорисовка выполнена М. В. Абалмасовым) он был официально утверждён решением Думы города Арсеньева 12 июля 2001 года.